# Ononis pseudoserotina
Ononis pseudoserotina är en ärtväxtart som beskrevs av Jules Aimé Battandier och Charles-Joseph Marie Pitard. Ononis pseudoserotina ingår i släktet puktörnen, och familjen ärtväxter. Inga underarter finns listade i Catalogue of Life.